# Neuharting (Dorfen)

Neuharting 3

Neuharting ist ein Gemeindeteil der Stadt Dorfen im oberbayerischen Landkreis Erding.

## Lage
Der Weiler Neuharting liegt vier Kilometer nördlich von Dorfen und vier Kilometer südsüdöstlich von Taufkirchen. Es liegt an der Trasse der ehemaligen Bahnstrecke Dorfen–Velden und dem heutigen Isen-Vilstal Radweg, einem etwa 116 Kilometer langen Radwanderweg im Tal der Isen und der Vils von Dorfen bis Vilshofen an der Donau.

## Bevölkerungsentwicklung
Um 1871 gab es in Neuharting 18 Einwohner. Im Mai 1987 lebten dort 15 Einwohner in drei Wohngebäuden.
| Jahr      | 1871 | 1925 | 1950 | 1970 | 1987 |
| Einwohner | 18   | 18   | 20   | 19   | 15   |